# Ursulines martyres de Valenciennes
Les Ursulines martyres de Valenciennes sont onze religieuses de Sainte-Ursule condamnées et exécutées sous la Terreur par le pouvoir révolutionnaire. 
Un premier groupe, composé de 5 religieuses, est guillotiné le 17 octobre 1794. Le second groupe, composé de la supérieure et de cinq autres religieuses, est guillotiné le 23 octobre suivant. La tradition, appuyée par de nombreux témoignages, retient la joie et le courage dont ont fait preuve ces religieuses martyres en montant à l'échafaud.
Elles sont béatifiées le 13 juin 1920 par le pape Benoît XV. Elles sont fêtées liturgiquement le 23 octobre. Les reliques de cinq d'entre elles, découvertes en 1925, sont vénérées dans l'église Saint-Géry de Valenciennes.

## Les Ursulines de Valenciennes avant la Révolution
Les Ursulines de Valenciennes sont fondées en 1653, rue Cardon, à l’initiative de Charlotte et Marie d’Oultreman. La communauté compte à l'origine sept religieuses de Sainte-Ursule, dont cinq sont issues du monastère de Mons et deux du couvent de Namur. Le prince-évêque de Cambrai François Van der Burch confirme cette fondation le 13 décembre 1653. 
Les religieuses arrivent à Valenciennes durant l'année 1654. Elles sont d'abord logées dans la famille d’Oultreman, pendant deux semaines environ, en attendant que les travaux de leur futur monastère soient terminés.
La vocation des Ursulines est d'assurer l'enseignement et l'instruction chrétienne aux jeunes filles de la région. Dans leurs classes externes, les Ursulines de Valenciennes assurent aussi gratuitement l'éducation des petites filles pauvres de la ville et, dans leur école dominicale, elles assurent la formation chrétienne des jeunes domestiques et ouvrières. 
L'école des Ursulines de Valenciennes compte plusieurs centaines d'élèves. À la Révolution, c'est la plus importante école pour filles de la ville et elle ne cesse de prendre de l'importance, accueillant parfois des pensionnaires venues de très loin, en raison de la renommée du pensionnat. Le nombre de religieuses passe de 7 en 1654 à 48 en 1723. En 1790, l'institution est gérée par 32 religieuses, dont huit converses et deux novices,. Toutes les religieuses enseignent, sauf la supérieure Mère Marie-Clotilde de Saint-François-Borgia et son assistante, ainsi que les sœurs converses et trois religieuses devenues trop âgées. Quatorze d'entre elles se consacrent par ailleurs aux classes publiques et six aux pensionnaires.

## Les Ursulines face à la Révolution naissante

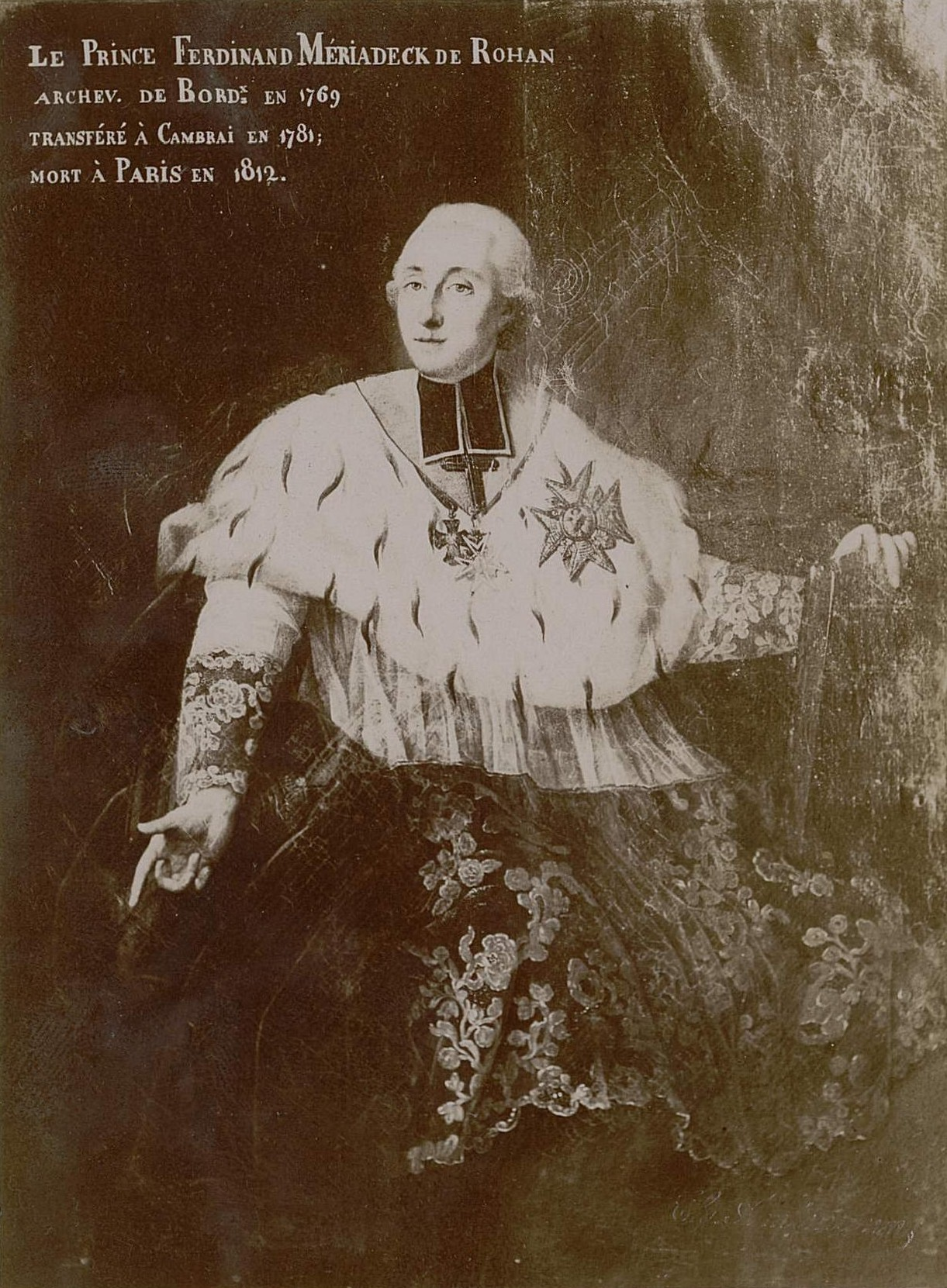
Le prince Ferdinand-Mériadec de Rohan, archevêque réfractaire de Cambrai, auquel les Ursulines de Valenciennes demeurent fidèles jusqu'au bout.

Le 15 août 1790, le pape Pie VII promulgue le décret De Tuto, qui autorise la canonisation d’Angèle Mérici, fondatrice des Ursulines, tandis que les révolutionnaires (quelques mois plus tôt) publient le décret du 13 février 1790, qui interdit les vœux monastiques et supprime les ordres réguliers. Les temps s'annoncent donc compliqués. Le décret révolutionnaire précise toutefois que les congrégations chargées d'éducation publique peuvent continuer temporairement leur action, jusqu'à nouvel ordre, à la condition d'en demander l'accord aux autorités locales,,. La communauté des Ursulines n'est donc pas supprimée, mais les novices ne peuvent plus prononcer leurs vœux définitifs,.
Le 20 septembre, le maire de Valenciennes se rend chez les Ursulines pour recueillir individuellement leurs déclarations d'intention, les sœurs étant encouragées à quitter la vie religieuse. Mère Marie-Clotilde, qui vient d’être élue supérieure, est la première à déclarer « vouloir finir ses jours dans l'état et la maison qu'elle a choisis », suivie par les professes, les converses, puis les deux novices, qui précisent n'avoir malheureusement pas pu prononcer leurs vœux en raison de l'interdiction légale. Le même jour, les biens de la communauté sont inventoriés, conformément à la loi sur la nationalisation des biens du clergé,. Les Ursulines sont notamment obligées de vendre une partie de leurs terres pour régler les dettes qui leur sont imposées par le gouvernement et qui dépassent leurs revenus.
Le 6 avril 1792, le port de l'habit religieux est interdit, mais les Ursulines de Valenciennes refusent de se soumettre à ce décret. Marie-Christine Joassart–Delatte note en effet que leur habit est « investi d'une grande signification symbolique, et rappelle le baptême et le sens de la vie chrétienne : se dépouiller du vieil homme et se revêtir du nouveau qui est le Christ ». Cette décision constituera l'un des principaux faits reprochés lors de leur procès.
En 1791, le prince-archevêque de Cambrai, Ferdinand-Mériadec de Rohan refuse de prêter serment à la Constitution civile du clergé. Il doit donc s'exiler à l'abbaye de Saint-Ghislain, à Mons, et est remplacé par l'évêque constitutionnel Claude Primat, nommé par les révolutionnaires « évêque du département du Nord ». Les Ursulines de Valenciennes refusent alors l'autorité de l'évêque « intrus » et restent fidèles à Ferdinand-Mériadec de Rohan, auquel elles continuent d'obéir. Dès lors, leur attachement au clergé réfractaire attire l'ire des révolutionnaires, qui dressent le procès-verbal de leur refus de laisser célébrer un prêtre assermenté au couvent, les punissent de 200 livres d’amende pour avoir enfreint le décret de fermeture des chapelles au public, leur reprochent la présence d’un prêtre réfractaire au couvent et de professer des enseignements contraires à la Constitution.

## L'exil à Mons
Conformément au décret du 1er octobre 1792, qui interdit aux religieux de vivre en communauté, les Ursulines de Valenciennes sont officiellement dissoutes. Heureusement, elles avaient été accueillies deux semaines plus tôt dans leur communauté sœur, les Ursulines de Mons, dans les Pays-Bas autrichiens,,,. La mairie de Valenciennes leur avait délivré les passeports nécessaires pour « librement passer, séjourner et revenir ». Seules Mère Dominique Dewallers et Mère Cécile Perdry, trop âgées pour voyager, restent à Valenciennes où elles sont confiées à deux converses, sœur Claudine Denis et sœur Adrienne Namur, ainsi qu'à l'économe du couvent, Mère Marie-Thérèse Castillion. 
Le 28 octobre, les Ursulines de Valenciennes entrent dans la « Confrérie pour obtenir une sainte vie et une heureuse mort sous la protection de Sainte Ursule et des onze mille Vierges » et se consacrent à sainte Ursule par la prière suivante : « Sainte Ursule, je vous prends pour ma patronne et mon avocate à l’heure de mon trépas, et je vous prie de m’assister très particulièrement en ce dernier moment dont dépend mon éternité ». Pour Marie-Christine Joassart–Delatte, « cette dévotion a certainement joué un grand rôle dans la préparation à la mort des Ursulines de Valenciennes qui allaient deux ans plus tard connaître le martyre comme leur sainte patronne. Dans le livret de la confrérie, le martyre de Sainte Ursule est défini comme « gloire » et « triomphe ». Nous retrouverons ces expressions dans les lettres d’adieu des religieuses. La « palme du martyre » et la « couronne du martyre » auxquelles aspirent les Ursulines martyres de Valenciennes sont également des expressions à mettre en rapport avec le culte de Sainte Ursule ».

## Le retour à Valenciennes
Rapidement, les Ursulines sont rattrapées par la Révolution : le 6 novembre 1792, Dumouriez remporte la victoire de Jemappes, qui entraîne le rattachement de Mons et du Hainaut à la France révolutionnaire. Cependant, après la bataille de Neerwinden en mars 1793, les Autrichiens conquièrent la moitié du département du Nord, dont la ville de Valenciennes, où le clergé retrouve une partie de ses droits,. À la demande des habitants de Valenciennes et sur ordre de Ferdinand-Mériadec de Rohan, les Ursulines retournent donc dans leur couvent valenciennois — jusqu'alors transformé en caserne —, avec l'accord de la Jointe,,.
Le 26 novembre 1793, Mère Clotilde est réélue pour un second triennat et, le 23 avril 1794, la novice Sœur Angélique Lepoint peut enfin prononcer ses vœux définitifs. Durant cette période, la communauté intègre trois nouvelles religieuses, qui feront toutes partie des martyres :
- Sœur Joséphine Leroux, sœur de Mère Scholastique : clarisse urbaniste, elle s'exile à Cambrai lors de la suppression des communautés et revient sous l'occupation autrichienne à Valenciennes, où elle se fait Ursuline[1] ;
- Sœur Marie Erraux et Sœur Liévine Lacroix : religieuses brigittines originaires de Pont-sur-Sambre, elles s'exilent à Mons lors de la suppression des communautés, avant d'entrer chez les Ursulines de Valenciennes à leur restauration[1].

Le 26 juin 1794, l'Autriche est battue à Fleurus et les terres occupées par celle-ci redeviennent définitivement français, or la Terreur est à son comble depuis plus d'un an,,,. Beaucoup de Valenciennois quittent alors la ville pour chercher refuge en territoire autrichien, mais les Ursulines refusent cette possibilité : « parce que nous avons promis à Dieu de rester au couvent jusqu'à la mort, nous le ferons [...] À la force, point de résistance, mais tant que l'on ne nous obligera pas à partir, nous sommes obligées de rester. »

## L'arrestation et le jugement

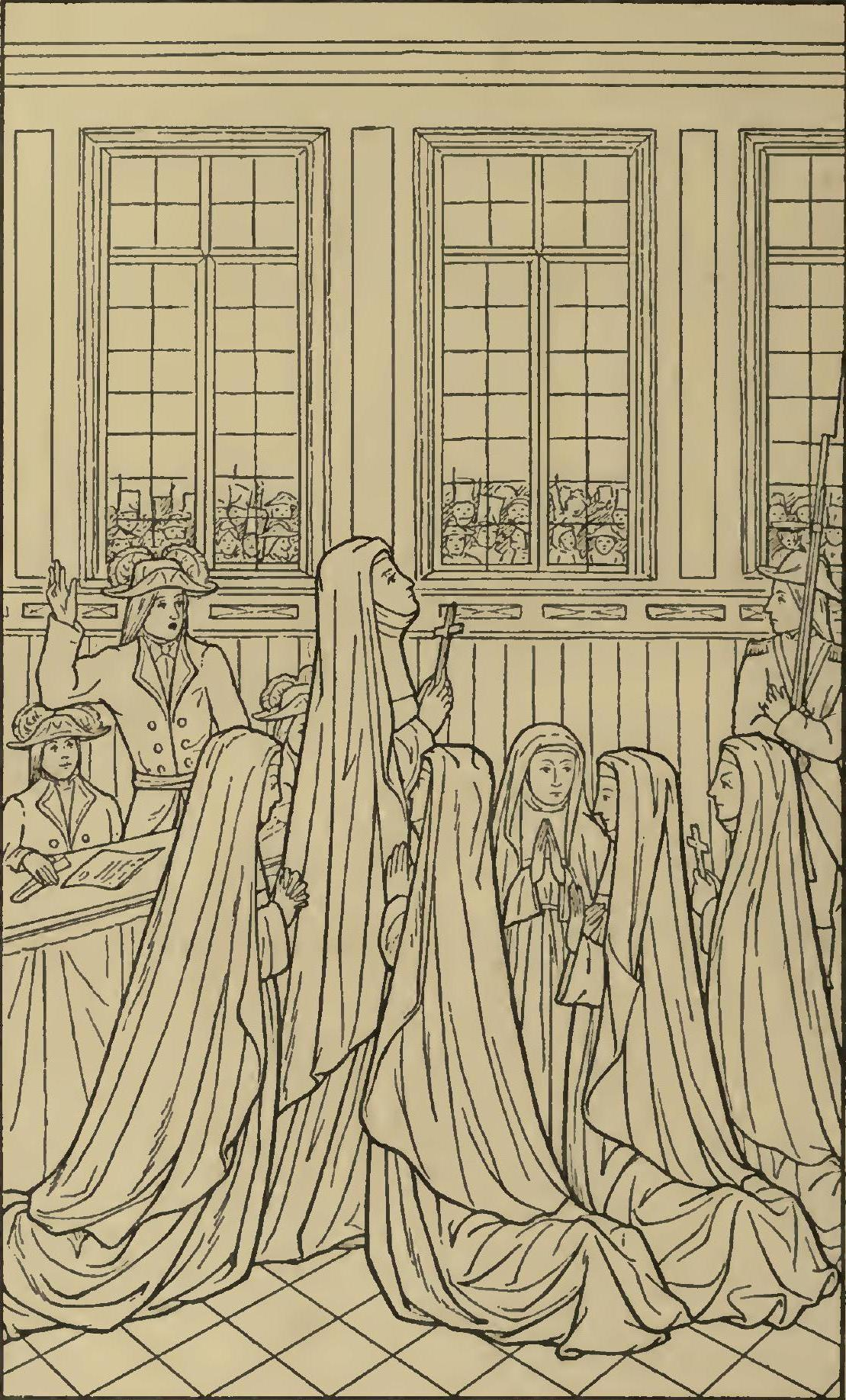
Illustration représentant les Ursulines de Valenciennes en prières juste après la sentence d'octobre 1794 (Abbé Jules Loridan, Les Ursulines de Valenciennes avant et pendant la terreur, 1901).

Lorsque les révolutionnaires français entrent à Valenciennes le 1er septembre, des centaines d'habitants sont raflés, parmi lesquels les clercs et religieuses présents en ville, mais aussi toutes les personnes ayant rempli des fonctions civiles, judiciaires ou militaires sous la Jointe autrichienne. Les Ursulines quant à elles sont sommées de quitter leur maison dans les vingt-quatre heures : celles qui ont des parents et des amis sur place les rejoignent le jour-même, mais une partie des religieuses, n'ayant pas d'autre choix, passent une nuit encore au couvent. À leur surprise, elles sont alors arrêtées dès l'aurore, avant l'ultimatum formulé la veille, et détenues pendant plusieurs semaines dans leur propre couvent pour six d'entre elles, dont la supérieure (ce sont les martyres du 23 octobre) ; et dans l'église Saint-Jean pour les autres (cinq d'entre elles seront martyrisées le 17 octobre), avant d'être réunies dans des conditions épouvantables à la maison d'arrêt de la commune sur ordre de la commission militaire,,. 
À la maison d'arrêt, trois des Ursulines arrêtées réussissent à s'évader. C'est d'abord le cas de Mère Angélique Lepoint, future restauratrice de la communauté, qui bénéficie de l'aide d'Élisabeth Clais, initialement venue apporter de la nourriture aux prisonniers. C'est ensuite le cas de deux autres sœurs, qui rejoignent les Ursulines de Mons avec l'aide du docteur Vandendriesche, venu examiner les prisonniers touchés par de graves épidémies de gale, de fièvre et de dysenterie.
Les dossiers des religieuses toujours enfermées sont examinés par une commission populaire nommée par Jean-Baptiste Lacoste. Au terme de leurs interrogatoires, les Ursulines sont accusées d'émigration. Seules trois religieuses sont lavées de cette accusation après renvoi devant le Tribunal criminel du Nord : Mère Marie-Thérèse Castillion, car elle n'a pas quitté Valenciennes en 1792, mais aussi Mère Félicité Messine — venue de Péruwelz — et Sœur Régis Lhoir — venue de Mons — car elles sont originaires des Pays-Bas autrichiens et non pas des Françaises « émigrées ».
Les onze religieuses prévenues d'émigration sont déférées devant une commission militaire le 15 octobre 1794, en même temps que 105 autres personnes, dont 34 prêtres et religieux, 2 religieuses et 69 laïcs, conformément à la loi des suspects de 1793.
Un premier groupe d'Ursulines composé de Mère Marie-Nathalie, Mère Marie-Ursule, Mère Marie-Augustine, Mère Marie-Louise et Mère Marie-Laurentine est jugé presque aussitôt arrivé, le 16 octobre. Les religieuses se défendent d'être des « émigrées » : « nous avons été à Mons avec un passeport de la municipalité et nous sommes revenues à Valenciennes pour pouvoir rendre service aux habitants, en instruisant leurs enfants ». Elles sont toutefois jugées coupables d'émigration et d'« avoir repris sous la protection de l'ennemi des activités qui leur avaient été précédemment interdites », et sont condamnées à mort dès le lendemain. 
Mère Clotilde et ses cinq dernières filles — Mère Anne-Joseph, Mère Marie-Scholastique, Mère Marie-Cordule, Mère Anne-Marie et Mère Françoise — paraissent devant la commission militaire la semaine suivante, le 22 octobre. Elles sont à leur tour jugées coupables et condamnées à la guillotine, précisant pourtant « n'avoir agi que pour sauver leur religion et pour ne pas être apostate[s] » (Mère Clotilde),,,.

## Le martyre

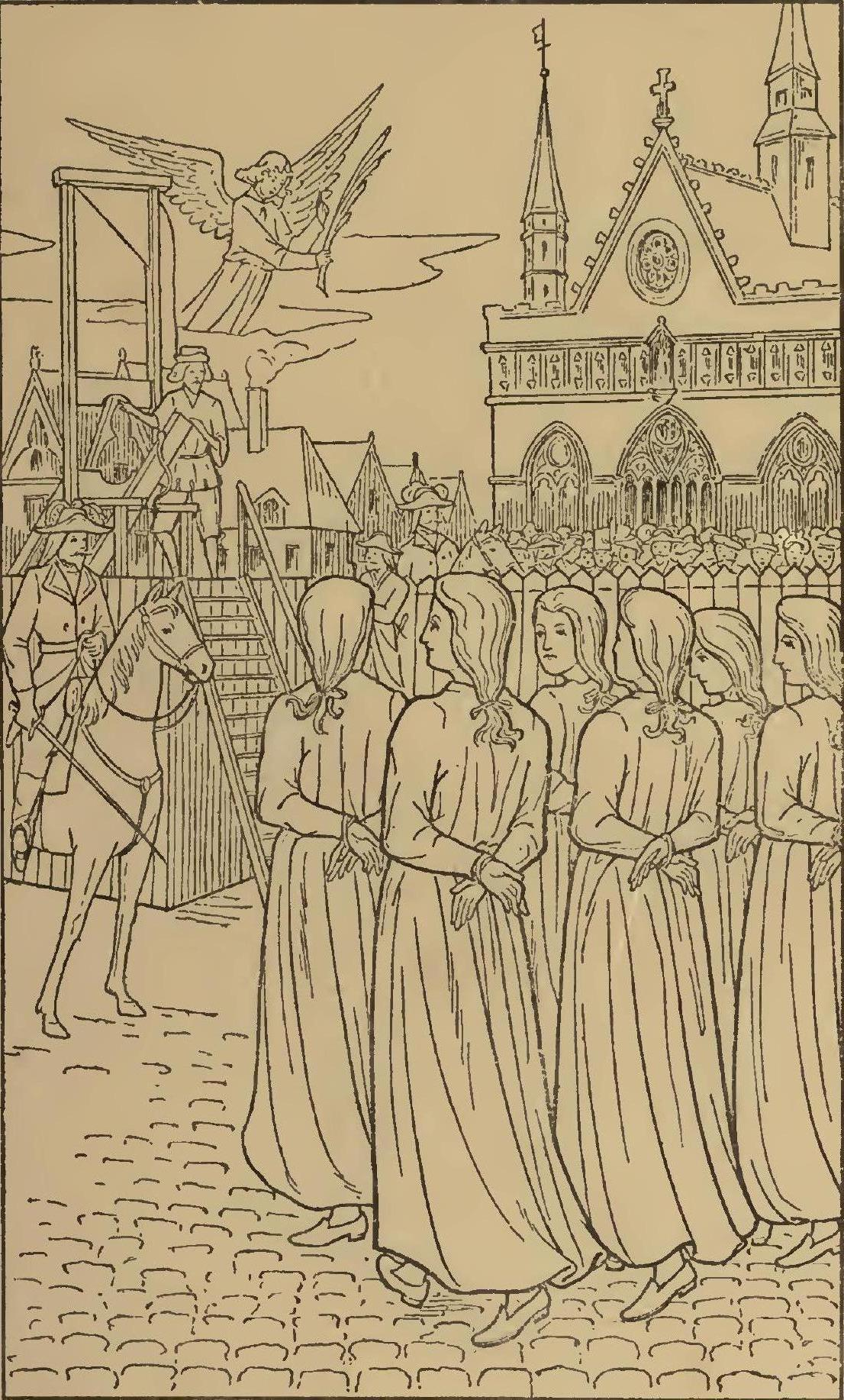
Les Ursulines de Valenciennes devant l'échafaud (Abbé Jules Loridan, op. cit.).

### L'exécution des martyres du 17 octobre
Au soir du 16 octobre, après leur interrogatoire, le premier groupe d'Ursulines se met en prière, tandis que Mère Clotilde les prépare spirituellement au martyre. Durant toute la nuit, les cinq Ursulines récitent les prières des agonisants et l’office des morts, lisent la Passion selon Saint Jean, récitent les litanies de la Vierge et surtout les sept psaumes pénitentiels dont le Miserere et le De profundis, puis elles se coupent mutuellement les cheveux pour que le bourreau n'ait pas à le faire. Le lendemain, au moment des adieux, elles demandent pardon à leurs sœurs et une dernière bénédiction à Mère Clotilde, avant de partir pour la guillotine sur la place d'Armes de Valenciennes.
Pour Marie-Christine Joassart–Delatte, « ce jour-là, le climat d'inquiétude qu'avait fait naître l'installation de la guillotine sur la place d’armes s'était fait plus pesant encore quand on avait constaté que c'étaient des femmes, des religieuses, leurs anciennes institutrices pour certains, qui partaient ainsi à l'échafaud. C'est avec tristesse et consternation que les habitants de Valenciennes voient apparaître au sortir de la prison les religieuses, « les mains liées derrière le dos, en jupon et chemise, avec un bandeau sur la tête. Mais l'attitude des victimes elles-mêmes contraste parfaitement avec ce climat général d'abattement »,.
Les témoins de l'exécutions sont stupéfaits devant la joie et le courage des Ursulines qui vont à la mort en chantant les litanies de la Vierge, le Miserere et le Te Deum,,. La première à monter à l'échafaud est Mère Marie-Nathalie, qui s’écrie à l'arrivée des soldats : « Allons, le jour de gloire est arrivé ! », La deuxième religieuse exécutée est Mère Laurentine, pressée d'atteindre le « premier degré du Ciel » au moment de monter sur l’échafaud. Elle est suivie par Mère Marie-Ursule et Mère Marie-Louise, puis par Mère Augustine, qui court avec une joie immense vers l’échafaud et répond à un commissaire étonné : « Comment ne serais-je pas gaie ? Je ne crains rien ».

### L'exécution des martyres du 23 octobre

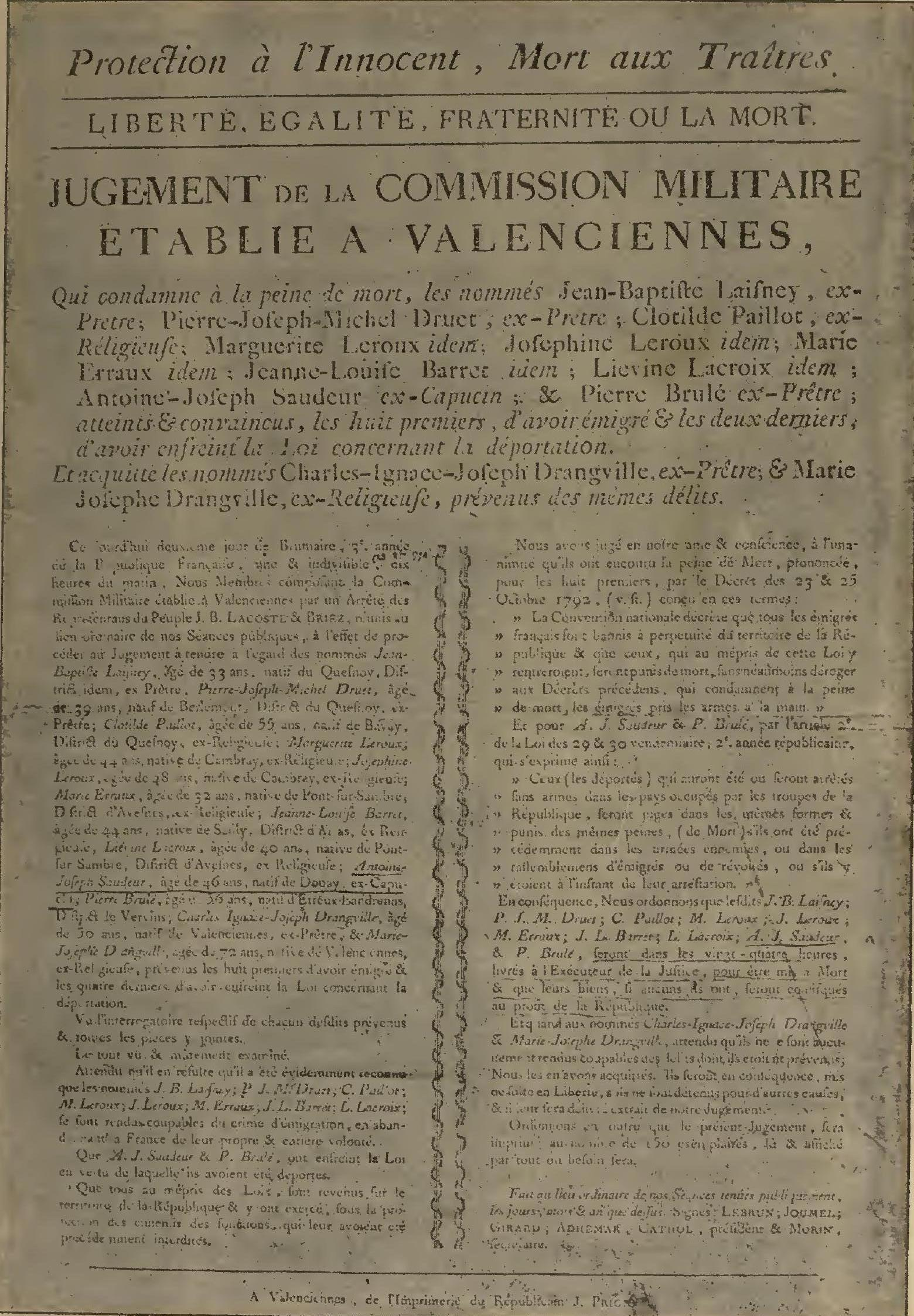
L'édit de condamnation à mort des prêtres et religieuses de Valenciennes, octobre 1794.

Les six autres Ursulines de Valenciennes, sachant qu’elles seront bientôt guillotinées à leur tour, profitent des jours qui leur restent pour écrire des lettres d’adieu, dans lesquelles elles témoignent de leur désir de martyre. Cinq de ces lettres sont toujours conservées aux archives des Ursulines de Saint-Saulve : une lettre de Mère Marie Erraux à son frère, deux de Mère Scholastique Leroux à des religieuses de Mons et deux de Mère Clotilde, qui témoigne notamment de sa fierté vis-à-vis de ses filles mortes en martyres le 17 octobre : « Elles allèrent à la mort comme au plus grand triomphe. Elles volèrent au supplice avec une joie et un courage qui mirent les bourreaux en admiration. »
Après leur interrogatoire du 22 octobre, les Ursulines passent la nuit en prière et se réunissent pour communier une dernière fois grâce à un prêtre incarcéré avec elles. En pleine octave de sainte Ursule, elles renouvellent leur dédication à leur sainte patronne, elle-même morte en martyre avec ses compagnes au IVe siècle. 
Les six dernières Ursulines de Valenciennes sont condamnées à mort et décapitées le 23 octobre 1794, en même temps que quatre prêtres. Elles montent à l'échafaud en chantant le Magnificat. La supérieure, Mère Clotilde, souhaite être tuée la dernière pour soutenir ses filles dans leur martyre, mais c'est elle qui est guillotinée la première, après que le bourreau lui a arraché le petit crucifix qu’elle portait autour du cou et non sans s'être adressée auparavant à la foule : « Citoyens, nous vous sommes bien obligées, ce jour sera le plus beau de notre vie ; nous prierons Dieu de vous ouvrir les yeux. » Elle fêtait ce jour le 38e anniversaire de sa profession solennelle. Montent ensuite à l'échafaud Mère Joséphine et sa sœur Mère Scholastique, qui clame publiquement : « Nous pardonnons aux juges qui nous ont condamnées, au bourreau qui va nous exécuter ainsi qu’à tous nos ennemis. » Sont ensuite exécutées les trois dernières Ursulines : Mère Anne-Marie et Mère Françoise dans un premier temps, puis Mère Marie-Cordule, qui partage ainsi le sort de ses sœurs alors qu'elle avait été initialement oubliée dans la prison. Lors du procès en béatification, un témoin oculaire témoigne à propos de cette dernière : « Je la vois encore à l'échafaud, à genoux, la dernière, je crois entendre encore cette femme intrépide, encourageant ses sœurs et chantant avec elles les louanges de Dieu jusqu'au moment où l'on n'entendit plus, dans toute la ville, qu'un silence de consternation. »

## Liste des ursulines guillotinées
Liste des religieuses ursulines guillotinées, :
- Marie-Clothilde de Saint-François Borgia (Clotilde-Josèphe Paillot), (1739–1794).
- Marie-Scholastique-Josèphe de Saint-Jacques (Marie-Marguerite-Josèphe Leroux), (1749–1794).
- Marie-Cordule-Josèphe de Saint-Dominique (Jeanne-Louise Barré), (1750–1794).
- Marie-Natalie-Joseph de Saint-Louis (Louise-Joseph Vanot), (1728–1794).
- Marie-Ursule-Joseph de Saint-Bernardine (Hyacinthe-Augustine-Gabrielle Bourla), (1746–1794).
- Marie-Augustine-Clementine-Joseph du Sacre-Cœur de Jésus (Marie-Madeleine-Joseph Déjardins), (1760–1794).
- Marie-Louise de Saint-François (Marie-Geneviève-Joseph Ducrez), (1756–1794).
- Marie-Laurentine de Saint-Stanislaus (Jeanne-Reine Prin), (1747–1794).
- Anne-Marie Joseph (Marie-Augustine Erraux), (1762–1794).

Autres religieuses guillotinées en leur compagnie :
- Joséphine (Anne-Josèphe Leroux), clarisse, (1747–1794).
- Marie-Françoise (Marie-Liévine Lacroix) brigittines, (1753–1794) .
- Anne-Marie Joseph (Marie-Augustine Erraux), brigittines, (1762–1794).

## Postérité et culte

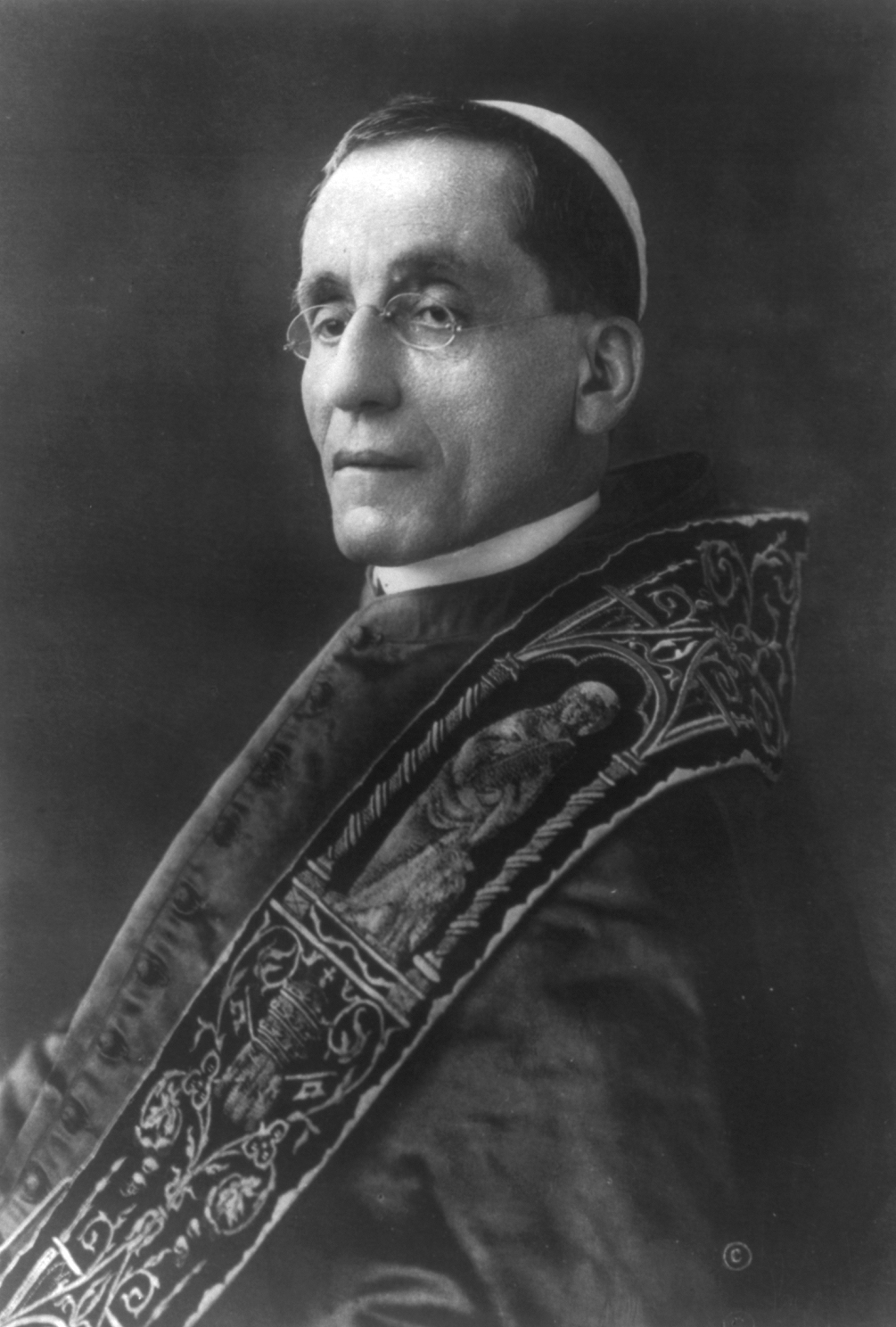
Le pape Benoît XV, qui béatifie les Ursulines de Valenciennes le 13 juin 1920.

À la suite de leur exécution, les Ursulines sont enterrées dans une fosse du cimetière Saint-Roch de Valenciennes, où les corps de cinq d'entre elles sont retrouvées en 1925, alors que le cimetière fait l’objet de travaux d’agrandissement.
À la fin de la Révolution, Mère Angélique Lepoint restaure la communauté des Ursulines de Valenciennes. Le succès est tel qu'il faudrait agrandir l'école et le pensionnat, ce qui est impossible. La communauté déménage donc en 1845 à Saint-Saulve, où les religieuses fondent l'École Saint-Joseph.
Le procès en béatification des Ursulines martyres de Valenciennes est ouvert le 30 mai 1900. Elles sont béatifiées le 13 juin 1920 par le pape Benoît XV,. Leur mémoire est célébrée le 23 octobre.
En juillet 2020, un reliquaire contenant certains de leurs ossements est offert par les Ursulines de Saint-Saulve à l'archidiocèse de Cambrai. À la fin de l'année 2021, les reliques sont placées et scellées dans une chapelle de l'église Saint-Géry de Valenciennes, située « pile dans l'axe de la Place d'Armes » et consacrée pour l'occasion aux onze ursulines martyres, lors d'une cérémonie présidée par l'archevêque Vincent Dollmann, en présence du recteur de Notre-Dame-du-Saint-Cordon et curé-doyen de Valenciennes Jean-Marie Launay.